# Angéline Furet
Angéline Furet (nascida a 24 de Julho de 1981) é uma política francesa do Reagrupamento Nacional que foi eleita membro do Parlamento Europeu em 2024.

## Início da vida e carreira
Furet nasceu em Le Mans e cresceu em La Chapelle-Saint-Fray. Frequentou a Prytanée national militaire e a Universidade de Aix-en-Provence, onde se formou com mestrado em direito e ciências políticas. Em 2013, juntou-se aos Patriots e, mais tarde, juntou-se ao Debout la France e ao Reagrupamento Nacional. Foi candidata nas eleições municipais de 2020 em Le Mans e concorreu ao 2.º círculo eleitoral de Sarthe nas eleições legislativas de 2022. Nas eleições legislativas de 2024, ela foi a substituta do candidato republicano François Fèvre.